# Björn Ferry
Björn Lars Johannes Erik Ferry (Storuman, 1º agosto 1978) è un ex biatleta svedese, vincitore della medaglia d'oro nell'inseguimento ai XXI Giochi olimpici invernali di Vancouver 2010.

## Biografia

### Stagioni 2002-2009
Originario di Stensele, iniziò a praticare biathlon a livello agonistico nel 2001. In Coppa del Mondo esordì il 6 dicembre 2001 nella sprint di Hochfilzen (35°), conquistò il primo podio il 6 dicembre 2003 nella staffetta di Kontiolahti (3°) e la prima vittoria il 6 gennaio 2005 nella staffetta di Oberhof.
Dopo aver concluso la sua prima stagione al 36º posto della classifica di Coppa, con gli anni migliorò gradualmente la sua posizione e dalla stagione 2006-2007 alla stagione 2008-2009 fu stabilmente nelle prime dieci posizioni mondiali. Partecipò ai XIX Giochi olimpici invernali di Salt Lake City 2002 dove ottenne come miglior risultato il 14º posto nella staffetta, gara nella quale arrivò quarto quattro anni più tardi, a Torino 2006.
Nel 2007 ad Anterselva vinse la medaglia d'oro ai Mondiali con la staffetta mista, insieme a Helena Ekholm, Anna Carin Olofsson e Carl Johan Bergman. Nella stessa località ottenne due vittorie individuali in Coppa del Mondo, nelle stagioni 2007-2008 e 2008-2009.

### Stagioni 2010-2014
Nella stagione 2009-2010, dopo una prima parte priva di risultati di rilievo, fu comunque selezionato per i XXI Giochi olimpici invernali di Vancouver 2010, dove conquistò l'oro nella gara a inseguimento.
Dopo essere andato a medaglia ai Mondiali di Chanty-Mansijsk 2010 e di Ruhpolding 2012, partecipò ai XXII Giochi olimpici invernali di Soči 2014, classificandosi 25° nella sprint, 12° nell'individuale, 30° nell'inseguimento, 12° nella partenza in linea e 6° nella staffetta. Annunciò il ritiro al termine di quella stessa stagione 2014.

## Palmarès

### Olimpiadi
- 1 medaglia
  - 1 oro (inseguimento[2] a Vancouver 2010)

### Mondiali
- 3 medaglie:
  - 1 oro (staffetta mista ad Anterselva 2007)
  - 1 argento (partenza in linea[2] a Ruhpolding 2012)
  - 1 bronzo (staffetta mista[2] a Chanty-Mansijsk 2010)

### Coppa del Mondo
- Miglior piazzamento in classifica generale: 6º nel 2008
- 26 podi (20 individuali, 6 a squadre), oltre a quelli conquistati in sede olimpica e iridata e validi anche ai fini della Coppa del Mondo:
  - 7 vittorie (6 individuali, 1 a squadre)
  - 11 secondi posti (8 individuali, 3 a squadre)
  - 8 terzi posti (6 individuali, 2 a squadre)

#### Coppa del Mondo - vittorie
| Data             | Località   | Nazione  | Specialità                                                  |
| ---------------- | ---------- | -------- | ----------------------------------------------------------- |
| 6 gennaio 2005   | Oberhof    | Germania | RL (con David Ekholm, Mattias Nilsson e Carl Johan Bergman) |
| 19 gennaio 2008  | Anterselva | Italia   | PU                                                          |
| 24 gennaio 2009  | Anterselva | Italia   | PU                                                          |
| 18 dicembre 2010 | Pokljuka   | Slovenia | SP                                                          |
| 16 gennaio 2011  | Ruhpolding | Germania | PU                                                          |
| 6 marzo 2014     | Pokljuka   | Slovenia | SP                                                          |
| 9 marzo 2014     | Pokljuka   | Slovenia | MS                                                          |

Legenda:

SP = sprint

PU = inseguimento

MS = partenza in linea

RL = staffetta